# Tiệp Khắc
Tiệp Khắc (tiếng Séc: Československo, tiếng Slovak: Česko-Slovensko, trước năm 1990: Československo, dịch "Séc-Slovakia"), trong khẩu ngữ còn gọi tắt là Tiệp, là một cựu nhà nước có chủ quyền tại Trung Âu tồn tại từ tháng 10 năm 1918, khi nó tuyên bố độc lập khỏi Đế quốc Áo-Hung, cho tới năm 1992. Từ năm 1939 tới năm 1945 quốc gia này trên thực tế không tồn tại, vì bị bắt buộc giải tán và sáp nhập một phần vào nước Đức Phát xít, nhưng Chính phủ Séc lưu vong quả thực có tồn tại trong giai đoạn này trong khi Slovakia độc lập khỏi Séc. Ngày 1 tháng 1 năm 1993 Tiệp Khắc phân chia trong hòa bình thành Cộng hòa Séc và Slovakia. Cộng hòa Séc hiện nay kế thừa Tiệp Khắc về mặt pháp lý.

## Tên gọi
Danh xưng "Tiệp Khắc" trong tiếng Việt là giản xưng của Tiệp Khắc Tư Lạc Phạt Khắc (Trung văn: 捷克斯洛伐克, bính âm: Jiékè Sīluòfákè), dùng tiếng Trung Quốc phiên âm từ "Czechoslovakia". Trong đó, "Tiệp Khắc" (Jiékè) là chỉ Séc, "Tư Lạc Phạt Khắc" (Sīluòfákè) là chỉ Slovakia. Hiện nay cũng có một số người Việt Nam gọi Séc là "Tiệp Khắc" hoặc "Tiệp".

## Các tính chất căn bản
Hình thức nhà nước:
- 1918–1938: cộng hòa dân chủ [1]
- 1938–1939: sau sự sáp nhập Sudetenland bởi Đức năm 1938 dần biến thành một nhà nước với các liên kết lỏng lẻo giữa các phần của Séc, Slovakia, và Ruthenia. Một dải đất lớn phía nam Slovakia và Ruthenia bị Hungary sáp nhập, và vùng Zaolzie bởi Ba Lan.
- 1939–1945: Trên thực tế phân chia thành Vùng bảo hộ Bohemia và Moravia và Cộng hòa Slovak. Về pháp lý Tiệp Khắc tiếp tục tồn tại, một chính phủ lưu vong được đồng minh phương Tây ủng hộ tại London; sau khi Đức xâm lược Liên Xô cũng được Liên Xô công nhận.
- 1945–1948: một quốc gia được điều hành bởi một chính phủ liên minh với các bộ trưởng Cộng sản (gồm thủ tướng và bộ trưởng nội vụ) đóng vai trò then chốt. Vùng Ruthenia Karpat nhượng lại cho Liên Xô.
- 1948–1989: một quốc gia Cộng sản với một nền kinh tế kế hoạch tập trung (từ 1960 về sau chính thức là một nhà nước Cộng hòa Xã hội chủ nghĩa):
  - 1969–1990: một nước cộng hòa liên bang gồm Cộng hòa Xã hội chủ nghĩa Séc và Cộng hòa Xã hội chủ nghĩa Slovak;
- 1990–1992: một nước cộng hòa dân chủ liên bang gồm Cộng hòa Séc và Cộng hòa Slovak

Nước láng giềng: Đức (1945–1990: Cộng hòa Liên bang Đức và Cộng hòa Dân chủ Đức), Ba Lan, từ 1945 Liên bang Xô viết (1992: Ukraina), România (cho tới năm 1939), Hungary, Áo
Địa hình: Nói chung bằng phẳng. Vùng phía tây là một phần của dải đất cao bắc trung Âu. Vùng phía đông gồm phần phía bắc của lòng chảo Núi Carpathian và Sông Danube.
Khí hậu: Chủ yếu lục địa nhưng thay đổi từ nhiệt độ ôn hòa của Trung Âu ở phía tây tới các hệ thống thời tiết khắc nghiệt hơn có ảnh hưởng Đông Âu và vùng phía tây Liên Xô tại phía đông.

## Tên chính thức
- 1918–1920: Cộng hòa Tiệp Khắc (viết tắt RČS)/Czecho-Slovak State;[2] viết ngắn Tiệp Khắc
- 1920–1938: Cộng hòa Tiệp Khắc (ČSR); viết ngắn Tiệp Khắc
- 1938–1939: Đệ nhị Cộng hòa Tiệp Khắc; viết ngắn Tiệp Khắc
- 1945–1960: Cộng hòa Tiệp Khắc (ČSR); viết ngắn Tiệp Khắc
- 1960–1990: Cộng hòa Xã hội chủ nghĩa Tiệp Khắc (ČSSR); Tiệp Khắc
- Tháng 4 năm 1990: Cộng hòa Liên bang Tiệp Khắc (tiếng Séc) và Cộng hòa Liên bang Czecho-Slovak (tiếng Slovak),
- sau đó: Cộng hòa Liên bang Séc và Slovak (ČSFR, với cách viết ngắn Československo trong tiếng Séc và Česko-Slovensko trong tiếng Slovak)

## Lịch sử

### Thành lập

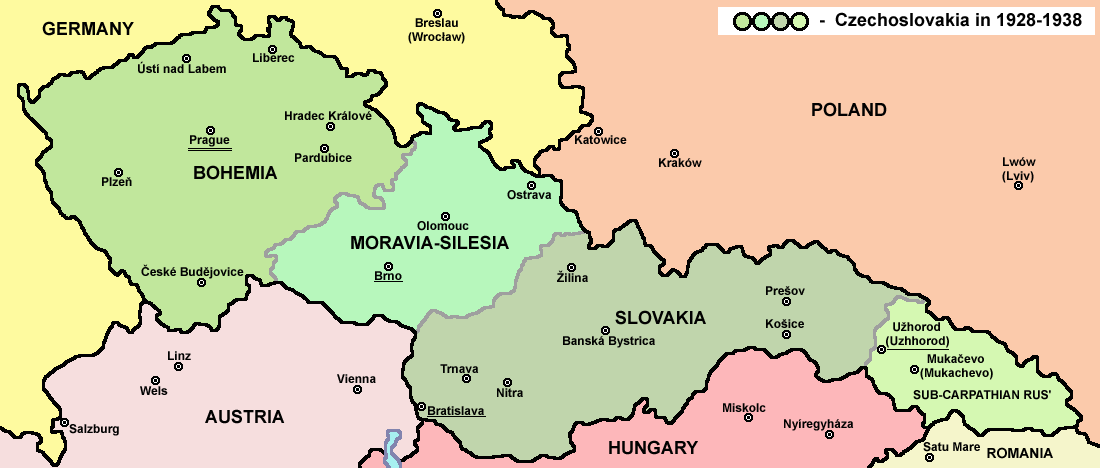
Tiệp Khắc năm 1928

Tiệp Khắc được thành lập tháng 10 năm 1918 như một trong những quốc gia kế tục của Áo-Hung ở cuối Thế chiến I. Nó gồm các lãnh thổ hiện nay của Cộng hòa Séc, Slovakia và Ruthenia Karpat. Lãnh thổ của nó gồm một số vùng rất công nghiệp hoá của Áo-Hung cũ. Đây là một quốc gia đa sắc tộc. Thành phần sắc tộc nguyên thủy của nhà nước mới gồm 51% người Séc, 16% người Slovak, 22% người Đức, 5% người Hung và 4% người Rusyn hay Ruthenia. Nhiều người Đức, Hungary, Ruthenia và người Ba Lan và một số người Slovak, cảm thấy bất lợi tại Tiệp Khắc, bởi giới lãnh đạo chính trị đất nước đưa ra một nhà nước trung ương tập quyền và đa số thời gian không cho phép tự trị chính trị cho các nhóm sắc tộc. Chính sách này, cộng với sự tuyên truyền Phát xít ngày càng tăng đặc biệt ở vùng công nghiệp hoá nói tiếng Đức Sudetenland, đã dẫn tới tình trạng căng thẳng leo thang trong sắc dân không phải Séc.
Tư tưởng chính thống về nhà nước lập hiến của quốc gia mới thời điểm đó là không có người Séc và người Slovak, chỉ một dân tộc: Tiệp Khắc (xem Chủ nghĩa Tiệp Khắc). Nhưng không phải mọi sắc tộc đều đồng ý với tư tưởng này (đặc biệt là người Slovak) và một khi một nhà nước Tiệp Khắc thống nhất được tái lập sau Thế chiến II (sau sự giải tán của quốc gia trong Thế chiến II) ý tưởng này bị bỏ lại và Tiệp Khắc là một đất nước hai dân tộc - người Séc và người Slovak.

Tiệp Khắc năm 1930: ngôn ngữ

| Sắc tộc Tiệp Khắc năm 1921 | Sắc tộc Tiệp Khắc năm 1921 | Sắc tộc Tiệp Khắc năm 1921 |
| Tổng dân số                | 13,607.385                 |                            |
| -------------------------- | -------------------------- | -------------------------- |
| Tiệp Khắc                  | 8,759.701                  | 64.37%                     |
| Đức                        | 3,123.305                  | 22.95%                     |
| Hungary                    | 744.621                    | 5.47%                      |
| Ruthenia                   | 461.449                    | 3.39%                      |
| Do Thái                    | 180.534                    | 1.33%                      |
| Ba Lan                     | 75.852                     | 0.56%                      |
| Khác                       | 23.139                     | 0.17%                      |
| Người nước ngoài           | 238.784                    | 1.75%                      |
|                            |                            |                            |

### Thế chiến II
Theo Thoả thuận Munich năm 1938, Anh Quốc và Pháp buộc Tiệp Khắc nhượng các vùng biên giới nói tiếng Đức cho Phát xít Đức dù đã tồn tại những hiệp ước, trong cái thường được gọi là một phần của Sự phản bội phương Tây. Năm 1939 phần còn lại ("rump") của Tiệp Khắc bị Phát xít Đức xâm lược và phân chia thành vùng Bảo hộ Bohemia và Moravia và Cộng Hòa Slovak con rối. Đa phần Slovakia và toàn bộ Ruthenia Hạ Karpat bị Hungary sáp nhập.

### Tiệp Khắc thời kỳ xã hội chủ nghĩa
Sau Thế chiến II, nước Tiệp Khắc trước chiến tranh được tái lập, ngoại trừ Ruthenia Hạ Karpat đã sáp nhập vào Cộng hòa Xã hội chủ nghĩa Xô viết Ukraina. Nghị định Beneš được công bố liên quan tới sắc tộc Đức (xem Thoả thuận Potsdam) và sắc tộc Hungary. Theo các nghị định này, quyền công dân bị bãi bỏ với người có nguồn gốc sắc tộc Đức và Hungary, những người từng nhận quyền công dân Đức hoặc Hungary trong thời chiếm đóng. (Năm 1948 điều khoản này bị xoá bỏ cho người Hungary, nhưng chỉ một phần cho người Đức). Sau đó thực hiện trục xuất khoảng 90% dân số sắc tộc Đức tại Tiệp Khắc, hơn 2 triệu người. Những người còn lại bị buộc tội chung là đã ủng hộ Phát xít (sau Thoả thuận Munich, và 97.32% người Đức Sudeten thành niên bỏ phiếu cho NSDAP trong cuộc bầu cử tháng 12 năm 1938). Hầu như mọi nghị định đều nói dứt khoát rằng sự trừng phạt không áp dụng cho những người chống phát xít, dù thuật ngữ chống phát xít không được định nghĩa rõ ràng. Khoảng 250,000 người Đức, nhiều người lấy người Séc, một số người chống phát xít, và cả những người yêu cầu tái lập đất nước thời hậu chiến, vẫn ở lại Tiệp Khắc. Nghị định Beneš vẫn gây ra tranh cãi lớn giữa các nhóm quốc gia tại Cộng hòa Séc, Đức, Áo và Hungary.
Ruthenia Karpat bị chiếm đóng bởi (vào tháng 6 năm 1945 chính thức nhượng lại) Liên Xô. Năm 1946 trong cuộc bầu cử nghị viện Đảng Cộng sản Tiệp Khắc chiến thắng tại vùng đất Séc (Đảng dân chủ chiến thắng tại Slovakia). Tháng 2 năm 1948 những người Cộng sản lên nắm quyền lực. Dù họ tiếp tục duy trì sự đa nguyên chính trị với sự tồn tại của Mặt trận Quốc gia, ngoại trừ một thời gian ngắn cuối thập niên 1960 (Mùa xuân Prague) đất nước này có đặc trưng ở sự thiếu vắng chính trị đa đảng. Nền kinh tế của Tiệp Khắc nhìn chung là tiên tiến hơn nền kinh tế các nước láng giềng ở Đông Âu và được coi là một nước phát triển trên thế giới, dù vẫn thấp hơn nếu so với các nước phát triển cao tại Tây Âu.
Năm 1968, sau một cuộc bạo động, năm nước Khối Đông Âu kéo quân vào Tiệp Khắc. Liên Xô cho xe tăng tiến vào Prague ngày 21 tháng 8 năm 1968. Người đứng đầu chính phủ Xô viết Leonid Brezhnev coi sự can thiệp này là tối cần thiết cho sự tồn tại của Xô viết, hệ thống xã hội chủ nghĩa và cam kết tiến hành can thiệp vào bất kỳ nước nào tìm cách thay thế chủ nghĩa xã hội bằng chủ nghĩa tư bản. Năm 1969, Tiệp Khắc chuyển thành một liên bang gồm Cộng hòa Xã hội chủ nghĩa Séc và Cộng hòa Xã hội chủ nghĩa Slovak. Theo hình thức liên bang, những sự không công bằng giữa Séc và Slovak gây ảnh hưởng tới nhà nước bị hạn chế. Một số bộ, như bộ giáo dục, chính thức được chuyển cho hai nước cộng hòa. Tuy nhiên, sự quản lý chính trị tập trung bởi Đảng Cộng sản hạn chế khá nhiều hiệu quả của sự liên bang hoá.
Thập niên 1970 chứng kiến sự trỗi dậy của phong trào phản đối tại Tiệp Khắc, đại diện bởi (trong số những người khác) Václav Havel. Phong trào tìm cách tham gia mạnh hơn vào chính trị và thể hiện dưới hình thức phản đối chính thức, diễn ra trong những giới hạn của các hoạt động công việc (đi xa tới mức một lệnh cấm nghiệp đoàn chuyên nghiệp và từ chối giáo dục cao cho con em những nhân vật chống chính phủ được ban ra, cảnh sát thẩm vấn và đôi khi là án tù).

### Sau 1989
Năm 1989 đất nước này lại quay trở lại hệ thống đa đảng sau Cách mạng Nhung. Điều này xảy ra cùng khoảng thời gian với sự sụp đổ của khối xã hội chủ nghĩa tại România, Bulgaria, Hungary và Ba Lan. Trong vòng ba năm những người cộng sản đã bị mất quyền lãnh đạo ở các nước Đông Âu.
Không giống Nam Tư và Liên bang Xô viết, sự chấm dứt của Chủ nghĩa cộng sản ở nước này không tự động có nghĩa sự chấm dứt của cái tên mang tính cộng sản chủ nghĩa: từ "xã hội chủ nghĩa" bị bỏ đi ngày 29 tháng 3 năm 1990, và được thay bằng "liên bang".
Năm 1992, vì những căng thẳng leo thang của chủ nghĩa quốc gia, Tiệp Khắc giải tán trong hòa bình theo các quá trình trong nghị viện. Lãnh thổ của nó trở thành Cộng hòa Séc và Slovakia, được chính thức lập ra ngày 1 tháng 1 năm 1993.
- Danh sách Chủ tịch nước Tiệp Khắc
- Danh sách Thủ tướng Tiệp Khắc
- xem thêm lãnh đạo Đảng Cộng sản Tiệp Khắc

## Chính sách đối ngoại

### Thoả thuận và thành viên tổ chức quốc tế
Sau Thế chiến II, thành viên tích cực trong Hội đồng Tương trợ Kinh tế (Comecon), Khối hiệp ước Warszawa, Liên hiệp quốc và các cơ quan khác của tổ chức này, tham gia ký kết Hội nghị An ninh và Hợp tác châu Âu

## Phân chia hành chính

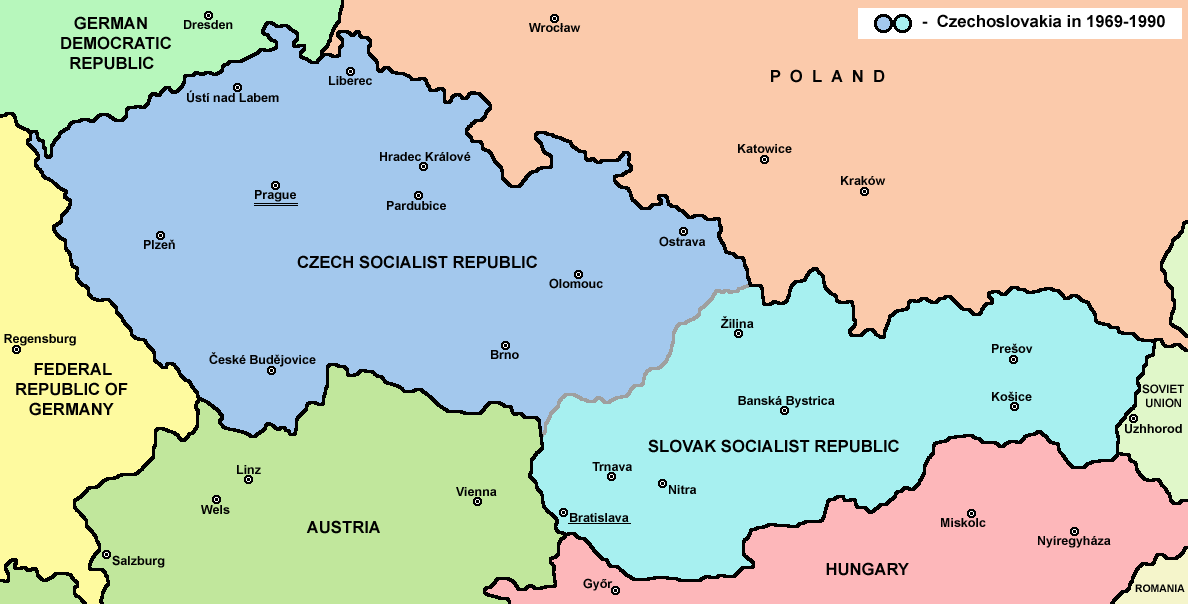

- 1918–1923: các hệ thống khác nhau trong lãnh thổ Áo cũ (Bohemia, Moravia, một phần nhỏ của Silesia) so với lãnh thổ cũ của Hungary (Slovakia và Ruthenia): ba vùng đất (země) (cũng được gọi là các đơn vị quận (obvody)): Bohemia, Moravia, Silesia, cộng thêm 21 hạt (župy) tại Slovakia ngày nay và hai(?) hạt tại Ruthenia hiện nay; cả vùng đất và hạt đều được chia thành các quận (okresy).
- 1923–1927: như trên, ngoại trừ các hạt của Slovakia và Ruthenia bị thay thế bởi sáu (grand) hạt ((veľ)župy) tại Slovakia và một (grand) hạt tại Ruthenia, và các con số và các biên giới của okresy bị thay đổi trong hai lãnh thổ đó.
- 1928–1938: bốn vùng đất (Séc: země, Slovak: krajiny): Bohemia, Moravia-Silesia, Slovakia và Ruthenia Hạ Karpat, được chia thành các quận (okresy).
- Late 1938–tháng 3 năm 1939: như trên, nhưng Slovakia và Ruthenia giành được quy chế "vùng đất tự trị".
- 1945–1948: như năm 1928–1938, trừ Ruthenia trở thành một phần của Liên bang Xô viết.
- 1949–1960: 19 vùng (kraje) được chia thành 270 okresy.
- 1960–1992: 10 kraje, Praha, và (từ 1970) Bratislava (thủ đô Slovakia); chúng được chia thành 109–114 okresy; kraje bị xoá bỏ thạm thời ở Slovakia năm 1969–1970 và cho nhiều mục đích từ năm 1991 tại Tiệp Khắc; ngoài ra, Cộng hòa Xã hội chủ nghĩa Séc và Cộng hòa Xã hội chủ nghĩa Slovak được thành lập năm 1969 (không có từ Xã hội chủ nghĩa từ 1990).

## Nhóm dân và sắc tộc
Tại thời điểm trước khi phân chia, năm 1991, Tiệp Khắc có 15,6 triệu dân, trong đó người Séc chiếm 62,8%, người Slovakia chiếm 31%, người gốc Hungary chiếm 3,8%, người gốc Romania 0,7%, người gốc Silesi 0,3%. Ngoài ra, tại Tiệp Khắc còn một số ít người gốc Ruthe, Ukraina, Đức, Ba Lan và Do Thái. Người Séc, Slovakia, Silesi và Ba Lan cùng là các dân tộc Tây Slav. Người Ruthe và Ukraina cùng là các dân tộc Đông Slav.

## Chính trị
Sau Thế chiến II, một sự độc quyền chính trị do Đảng Cộng sản Tiệp Khắc (KSC) nắm giữ xuất hiện. Gustáv Husák được bầu làm thư ký thứ nhất của KSC năm 1969 (chuyển thành tổng thư ký năm 1971) và chủ tịch Tiệp Khắc năm 1975. Các đảng và tổ chức khác có tồn tại nhưng chỉ đóng vai trò phụ thuộc cho KSC. Tất cả các đảng chính trị cũng như nhiều tổ chức quần chúng bị gộp lại dưới bóng của Mặt trận Quốc gia. Những nhà hoạt động về quyền con người và tôn giáo bị đàn áp mạnh mẽ.

## Phát triển hiến pháp
Tiệp Khắc có các hiến pháp sau trong lịch sử của mình (1918–1992):
- Hiến pháp Lâm thời ngày 14 tháng 11 năm 1918 (dân chủ): xem Lịch sử Tiệp Khắc (1918–1938)
- Hiến pháp năm 1920 (Tài liệu Lập hiến của Cộng hoà Tiệp Khắc), dân chủ, có hiệu lực tới năm 1948, nhiều lần sửa đổi
- Cộng sản 1948 Hiến pháp mùng 9 tháng 5
- Cộng sản Hiến pháp Cộng hoà Xã hội chủ nghĩa Tiệp Khắc năm 1960 với các sửa đổi lớn năm 1968 (Luật Lập hiến Liên bang), 1971, 1975, 1978, và 1989 (ở thời điểm này vai trò lãnh đạo của Đảng Cộng sản Tiệp Khắc bị bãi bỏ). Nó được sửa đổi nhiều lần trong thời gian 1990–1992 (ví dụ 1990, tên đổi thành Séc-Slovakia, 1991 tích hợp các hiến chương nhân quyền)

## Kinh tế
Sau Thế chiến II, kinh tế là tập trung kế hoạch hoá, với các liên kết chỉ huy từ đảng cộng sản, tương tự như Liên bang Xô viết. Ngành công nghiệp luyện kim lớn phụ thuộc vào nhập khẩu quặng sắt và phi sắt.
- Công nghiệp: Công nghiệp khai khoáng và chế tạo chiếm chủ yếu. Các ngành chính gồm chế tạo máy, hoá chất, chế biến thực phẩm, luyện kim và dệt may. Công nghiệp năng lượng, vật tư và nhân công, kỹ thuật chậm cải tiến, nhưng nước này là nguồn cung cấp máy móc chất lượng cao, máy bay, động cơ hàng không và công cụ, đồ điện tử và vũ khí chính cho các quốc gia cộng sản khác.
- Nông nghiệp: Lĩnh vực nhỏ nhưng cung cấp phần chủ yếu nhu cầu thực phẩm quốc gia, vì các nông trang đã được tập thể hoá với diện tích lớn và có cách thức hoạt động khá hiệu quả. Phụ thuộc vào nhập khẩu ngũ cốc (chủ yếu làm thức ăn gia súc) trong những năm thời tiết không thuận lợi. Sản xuất thịt bị ảnh hưởng bởi thiếu thức ăn, nhưng lượng thịt tiêu thụ trên đầu người cao.
- Thương mại nước ngoài: Xuất khẩu ước tính US$17.8 tỷ năm 1985, trong số đó 55% máy móc, 14% nhiên liệu và vật liệu, 16% hàng hoá chế tạo. Nhập khẩu ước tính US$17.9 tỷ năm 1985, trong số đó 41% nhiên liệu và vật liệu, 33% máy móc, 12% sản phẩm nông nghiệp và lâm nghiệp. Năm 1986, khoảng 80% thương mại nước ngoài là với các quốc gia cộng sản.
- Tỷ giá hối đoái: Chính thức, hay thương mại, tỷ giá Crowns (Kcs) 5.4 trên US$1 năm 1987; du lịch, hay phi thương mại, tỷ giá Kcs 10.5 trên US$1. Không tỷ giá nào phản ánh đúng sức mua. Tỷ giá trên chợ đen khoảng Kcs 30 trên US$1, và tỷ giá này trở thành chính thức khi đồng tiền trở thành chuyển đổi được đầu thập niên 1990.
- Năm tài chính: Năm dương lịch.
- Chính sách thuế: Nhà nước sở hữu hầu như toàn bộ phương tiện sản xuất. Nguồn thu từ các doanh nghiệp nhà nước là nguồn thu chủ yếu tiếp theo là thuế doanh thu. Các khoản chi ngân sách lớn cho các chương trình xã hội, trợ cấp, và đầu tư. Ngân sách thường cân bằng hay hơi thặng dư.